# Jean-Baptiste de Martignac
Jean-Baptiste Sylvère Gay, wicehrabia de Martignac (ur. 20 czerwca 1778, zm. 3 kwietnia 1832), polityk francuski, umiarkowany ultrarojalista, przewodniczący Rady Ministrów Królestwa Francji w latach 1828–1829.

## Wczesne lata i kariera prawnicza
Martignac urodził się w Bordeaux. W 1798 został sekretarzem Sieyèsa; następnie po odbyciu służby wojskowej, zajął się literaturą pisząc kilka lekkich sztuk teatralnych. Za czasów Cesarstwa z powodzeniem prowadził praktykę adwokacką w Bordeaux, gdzie w 1818 został adwokatem generalnym court royale. W 1819 został mianowany prokuratorem generalnym w Limoges.

## Kariera polityczna
a w 1821 wszedł do Izby Deputowanych gdzie zasilił frakcję ultrarojalistów wspierając politykę rządu Villèle’a. W 1822 został mianowany radcą stanu. W 1823 podczas wojny hiszpańskiej był komisarzem cywilnym przy księciu d’Angoulême. Po powrocie, w 1824 otrzymał tytuł wicehrabiego i został wielkim oficerem Legii Honorowej, a także mianowany dyrektorem generalnym Domen Królewskich.
Charakteryzował się naturalną swobodą bycia i pewnością siebie. Jego stopniowo ewoluujące poglądy polityczne zbliżały go do doktrynerów. Po upadku Villèle’a Karol X wybrał go, by prowadził politykę kompromisową, która uspokoiłaby nastroje nowej Izbie Deputowanych po wyborach z listopada 1827. 4 stycznia 1828 Martignac został ministrem spraw wewnętrznych. Nowy rząd nie miał tytularnego szefa, ale to Martignac kierował jego pracami.

## Przewodniczący Rady Ministrów
Początkowo uważano, że rząd Martignaca jest przedłużeniem gabinetu Villèle’a. Opinie te zmieniły się dopiero po zastąpieniu 3 marca 1828 dwóch ministrów Villèle’a: księdza Frayssinousa i hrabiego de Chabrol (ministra marynarki) księdzem Feutrier (biskupem Beauvais) oraz Hyde’a de Neuville’a. Rząd Martignaca zdołał wprowadzić ustawę prasową, znoszącą cenzurę prewencyjną. Rozdzielone ministerstwo oświaty od spraw kościelnych. 16 czerwca król podpisał opracowane przez rząd dwa ordonanse; pierwszy z nich podporządkował Uniwersytetowi osiem kolegiów kierowanych przez jezuitów, co pozbawiało ich kontroli nad tymi kolegiami oraz prawa nauczania w nich. Drugi ordonans ograniczał do 20 tys. liczbę uczniów małych seminariów, a nominacje ich dyrektorów miał zatwierdzać król. Były to posunięcia obliczone na uspokojenie zaniepokojonych ekspansją jezuitów liberałów. Latem 1828 francuski korpus ekspedycyjny wyruszył na pomoc Grekom, przyczyniając się do uznania jesienią 1828 przez Turcję wyzwolenia Grecji.
Martignac był jednak atakowany zarówno z lewej strony (przez liberałów), jak i z prawej (przez radykalnych ultrarojalistów) i ostatecznie został pokonany przez egzotyczną koalicję tych ugrupowań w Izbie w kwietniu 1829, kiedy dwie opracowane przez rząd ustawy (o organizacji gmin oraz rad okręgowych i departamentalnych) nie zyskały poparcia. Karol X, dla którego od początku rząd Martignaca był rządem przejściowym, przyjął jego dymisję 8 sierpnia 1829 i już nazajutrz powołał gabinet bliskiego swoim przekonaniom radykalnie ultrarojalistycznego Polignaca.

## Ostatnie lata
W marcu 1830 Martignac głosował razem z większością parlamentarną za adresem protestującym przeciwko słynnym ordonansom, jednak podczas rewolucji lipcowej pozostał wierny swoim legitymistycznym przekonaniom. W końcowym etapie życia Martignac wrócił do profesji adwokata i z talentem bronił swojego następcy Polignaca w Izbie Parów w grudniu 1830.

## Dzieła
- Bordeaux au mois de Mars 1815 (1830)
- Essai historique sur les révolutions d’Espagne et l’intervention française de 1823 (1832).